# Nebraska (film)
Nebraska är en amerikansk dramakomedi från 2013 i regi av Alexander Payne. Filmen är skriven av Payne och Bob Nelson och har Bruce Dern och Will Forte i huvudrollerna.
Filmen, som är svart-vit, handlar om den ålderstigne Woody Grant (Dern) som ger sig ut på en roadtrip med sin son David (Forte). De reser från hemmet i Montana till Nebraska där en lotterivinst väntar dem.
Filmen mötte god kritik och nominerades till flera filmpriser så som Guldpalmen, Golden Globe Award och Oscar. Vid Oscarsgalan 2014 nominerades den till sex priser inklusive Bästa film och Bästa regi. Vid Filmfestivalen i Cannes 2013 utsågs Bruce Dern till bästa manliga skådespelare. Vid Stockholms filmfestival 2013 vann Nebraska FIPRESCI-priset för bästa film.

## Rollista
- Bruce Dern – Woody Grant

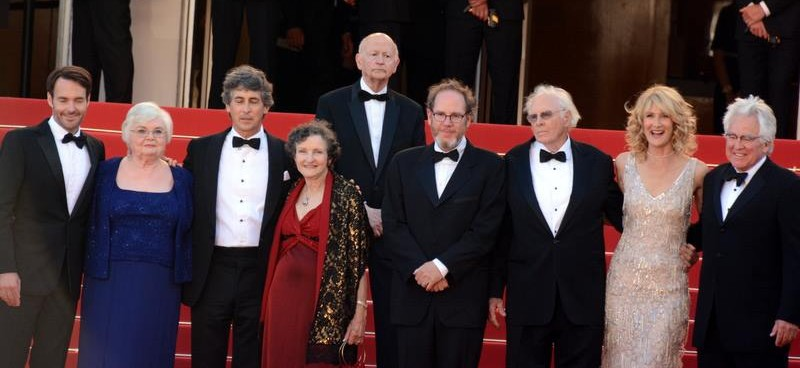
Skådespelare och filmteam på Filmfestivalen i Cannes 2013.

- Will Forte – David Grant, Woodys son
- June Squibb – Kate Grant, Woodys fru
- Stacy Keach – Ed Pegram, Woodys tidigare kollega
- Bob Odenkirk – Ross Grant, Woodys son
- Mary Louise Wilson – Martha, Woodys svägerska
- Missy Doty – Noel, Davids flickvän
- Angela McEwan – Pegy Nagy, Woodys före detta flickvän
- Rance Howard – Uncle Ray, Woodys bror
- Devin Ratray – Cole, Woodys syskonbarn
- Tim Driscoll – Bart, Woodys syskonbarn
- Roger Stuckwisch – Karaokesångare
- Melinda Simonsen – Receptionist